# Dyscritomyia affinis
Dyscritomyia affinis är en tvåvingeart som beskrevs av Grimshaw 1901. Dyscritomyia affinis ingår i släktet Dyscritomyia och familjen spyflugor. Inga underarter finns listade i Catalogue of Life.